# Bye Bye Beautiful
"Bye Bye Beautiful" é o décimo oitavo single da banda finlandesa de metal sinfônico Nightwish, que foi lançado como parte do álbum Dark Passion Play em 15 de fevereiro de 2008 pela Nuclear Blast. Originalmente seria o terceiro single do álbum, o que foi confirmado por Tuomas Holopainen, porém foi substituído por "Erämaan Viimeinen" nos últimos momentos, ficando apenas para 2008.
Uma pequena parte da canção foi divulgada na Internet em 11 de julho de 2007 para promoção do disco. A versão em CD de "Bye Bye Beautiful" contém uma regravação da mesma feita pelo DJ Orkidea, além da faixa bônus "Escapist", encontrada na versão japonesa de Dark Passion Play.
Durante a turnê mundial do álbum, "Bye Bye Beautiful" se tornou a canção de abertura dos shows, antecedida pela instrumental "Resurrection", que foi tema musical do filme A Paixão de Cristo (2004).

## Composição

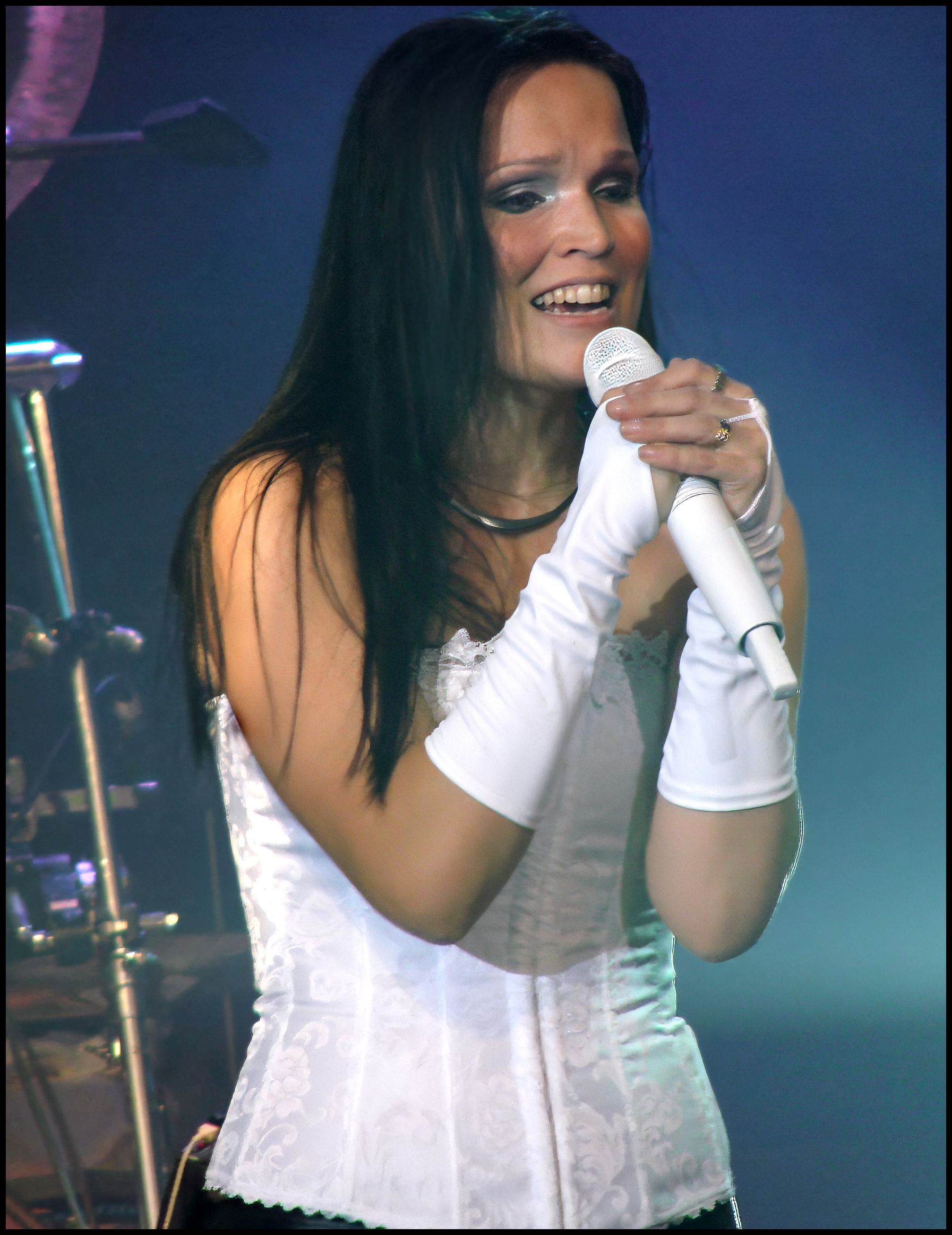
A canção foi inspirada na vocalista Tarja Turunen.

"Bye Bye Beautiful" foi escrita por Tuomas Holopainen e inspirada na primeira vocalista da banda, Tarja Turunen, demitida da mesma em 2005. Primeiramente isso era apenas um rumor entre os fãs do grupo, que foi confirmado depois pelo próprio Holopainen, no entanto. A canção também referencia Tuomas e o período de composição do álbum Dark Passion Play.
Os vocais são divididos entre Anette Olzon e Marco Hietala; ele também canta no coro. Na versão do álbum ele canta as linhas "Did you ever let in what the world said / Did we play to become only pawns in the game?", mas ao vivo elas mudam para "Oh, let in what the world said / Did we play, only pawns in the game?" respectivamente.

## Vídeo musical
No videoclipe da canção, os quatro membros masculinos da banda são substituídos por quatro mulheres durante o refrão. Apesar da especulação, Tuomas afirmou em algumas entrevistas que essas substituições não fazem uma referência subliminar a demissão de Tarja Turunen, mas que é tudo apenas "ironia e rock'n'roll". As modelos, vindas de Los Angeles, foram selecionadas para fazer piada com os rumores de que Anette foi escolhida como segunda vocalista da banda apenas por ter boa aparência.
O vídeo foi gravado em Los Angeles, Estados Unidos, e junto com o videoclipe de "Amaranth" custaram mais de 270 mil euros, sendo oficialmente lançado em 25 de setembro de 2007.

## Faixas
| N.º            | Título                                    | Compositor(es)    | Duração |  |
| 1.             | "Bye Bye Beautiful"                       | Tuomas Holopainen | 4:14    |  |
| 2.             | "The Poet and the Pendulum" (versão demo) | Holopainen        | 13:41   |  |
| 3.             | "Escapist"                                | Holopainen        | 4:59    |  |
| 4.             | "Bye Bye Beautiful" (remix de DJ Orkidea) | Holopainen        | 12:07   |  |
| Duração total: | Duração total:                            | Duração total:    | 35:01   |  |

## Desempenho nas paradas
| País        | Parada (2007)            | Melhor posição |
| ----------- | ------------------------ | -------------- |
| Finlândia   | Suomen virallinen lista  | 5              |
| País        | Parada (2008)            | Melhor posição |
| Alemanha    | Media Control Charts     | 35             |
| Espanha     | Promusicae               | 4              |
| Europa      | European Hot 100 Singles | 49             |
| Finlândia   | Suomen virallinen lista  | 11             |
| França      | SNEP                     | 54             |
| Hungria     | Mahasz                   | 4              |
| Itália      | FIMI                     | 48             |
| Reino Unido | UK Rock Chart            | 2              |
| Reino Unido | UK Indie Chart           | 6              |

## Créditos
A seguir estão listados os músicos e técnicos envolvidos na produção do single "Bye Bye Beautiful":

### A banda
- Tuomas Holopainen – teclado
- Emppu Vuorinen – guitarra
- Jukka Nevalainen – bateria, percussão
- Marco Hietala – baixo, vocais
- Anette Olzon – vocais